# Cacostatia flaviventralis
Cacostatia flaviventralis är en fjärilsart som beskrevs av Paul Dognin 1909. Cacostatia flaviventralis ingår i släktet Cacostatia och familjen björnspinnare. Inga underarter finns listade i Catalogue of Life.